# 릴렛 마티아스
《릴렛 마티아스》(필리핀어: Lilet Matias: Attorney at Law)는 2024년 방영된 필리핀의 텔레비전 드라마이다.